# Оријентиринг
Оријентиринг (оријентација) је спорт у коме учесник добија карту на којој су обележене контроле (места), које он уз помоћ компаса треба за што је краће могуће време пронађе по редоследу задатом на карти. Првобитно вежба у копненој навигацији за војне официре, оријентиринг је развио многе варијације. Међу њима, најстарији и најпопуларнији је пешачки оријентиринг. За потребе овог чланка, пешачки оријентиринг служи као полазна тачка за дискусију о свим другим варијацијама, али скоро сваки спорт који укључује трке са сатом и захтева навигацију помоћу мапе је врста оријентиринга.
Оријентиринг је укључен у програме светских спортских догађаја укључујући Светске игре (погледајте оријентиринг на Светским играма) и Светске полицијске и ватрогасне игре.

## Историја
Историја оријентиринга почиње крајем 19. века у Шведској. Прави израз „оријентисање“ (оригинални шведски назив за оријентиринг, дословно „оријентација“) први пут је употребљен 1886. године на Шведској војној академији Карлберг и означавао је прелажење преко непознатог терена уз помоћ карте и компаса. У Шведској је оријентиринг из војне обуке у копненој навигацији прерастао у такмичарски спорт за војне официре, а затим за цивиле. Име је изведено из корена речи који значи пронаћи правац или локацију. Прво цивилно такмичење у оријентирингу отворено за јавност одржано је у Норвешкој 1897. године, када је Норвешка још била део Шведске уније.
Од самог почетка, локације одабране за оријентиринг су биране делом због своје лепоте, природне или вештачке. За прво јавно такмичење у оријентирингу у Шведској, 1901. године, контролне тачке су укључивале две историјске цркве, Спанга кирка и Бромма кирка (округла црква).
Са проналаском јефтиних, али поузданих компаса, спорт је постао популаран током 1930-их. До 1934. године учествовало је преко четврт милиона Швеђана, а оријентиринг се проширио на Финску, Швајцарску, Совјетски Савез и Мађарску. После Другог светског рата, оријентиринг се проширио широм Европе и Азије, Северне Америке и Океаније. У Шведској је 1959. одржана међународна конференција оријентиринга. Учествовали су представници из 12 земаља (Аустрија, Бугарска, Чехословачка, Данска, Финска, Источна и Западна Немачка, Мађарска, Норвешка, Шведска, Швајцарска, Југославија). Године 1961, оријентиринг организације које представљају 10 европских нација основале су Међународну федерацију оријентиринга (IOF). Од тада, IOF је подржао оснивање многих националних федерација оријентиринга. До 2010. године, 71 национална федерација оријентиринга била је чланица Међународне федерације оријентиринга. Ови савези су омогућили развој државних и светских првенстава. Светска првенства су се одржавала сваке две године до 2003. године, а затим сваке године.
За све ово време, оријентиринг је остао најпопуларнији у Скандинавији. Тамо се од 1940-их одржавају два најстарија понављајућа оријентиринг окупљања (Јукола штафета и Тиомила), а највеће појединачно оријентиринг окупљање одржава се сваке године од 1965. и привлачи око 15.000 такмичара (О-Ринген).
Обично се оријентиринг изводи на дивљем терену. У свој скандинавској постојбини, ово је типично значило у шуми, али је уобичајено и кориштење отворених пашњака, пустара, мочвара и других мешовитих терена. Оријентиринг у градовима је уобичајено дуги низ година. Стрит-О је обично била скромна афера; бодовни догађаји, често ноћу, обично као неформални тренинг догађаји. Венецијанска улица-О је позната по привлачењу великог међународног учешћа. Уз трке Парк светске туре и друге (нпр. Светско првенство) елитне спринтерске трке које се често одржавају у урбаним срединама, као и развој спецификације мапе за урбана подручја (ISSOM), од средине 2000-их, Стреет-О је био преименован у урбани оријентиринг. Од тада је такмичење постало знатно формалније, са мапама у боји и електронским откуцавањем, и сада се може сматрати озбиљном надметањем које се уврштава на националне ранг листе. Такве урбане трке су често много дуже од спринтерских растојања.

## Изглед контрола
Циљ оријентиринга је проналажење контролних места на којима су постављене тзв. призме. У питању су метални сталци висине око 1 m око којих је платнена тространа призма у стандардним оријентиринг бојама. На врху сталка се налази перфоратор којим такмичар на предвиђеном месту оверава (перфорира) свој такмичарски картон. Последњих година се у оријентирингу, како у свету тако и код нас на већим такмичењима, прешло на електронско оверавање контрола. У случају да се на трци користи тај (електронски) систем мерења, на врху сталка се налази станица у коју такмичар оверава свој чип. На свакој призми (њеном сталку или платненој призми) се налази њен број који такмичару потврђује да је нашао праву контролу.

## Карта за оријентиринг
У оријентирингу се користе посебне карте са специфичним ознакама за објекте на терену и посебним значењима за боје (бела боја означава проходну шуму,...), постављеним преко стандардне мреже изохипса.
Размере карте су најчешће 1:10 000 или 1:15 000, мада се у појединим типовима (парк, спринт) јављају и мање размере (1:5 000, 1:2 500) сходно потребама трке и изгледу терена.
Еквидистанца на карти је најчешће 5m, али може бити и мања у зависности од терена. У равничарским условима је 1m, па чак и 0.5m.
Траса је на карти унета црвеном бојом. Старт је означен троуглом, који је правом линијом повезан са кружницом у чијем се центру налази прва контрола, која је правом линијом повезана са другом и тако редом до циља који је означен двема концентричним кружницама. Понекад је пут од последње контроле до циља обележен тракама тзв. корал, што се на карти означава испрекиданом црвеном линијом.
На карти се налази списак контрола тзв. описи контрола поређаних по редоследу којим их треба пронаћи. Поред редног броја за сваку контролу стоји неколико колона које ближе одређују њену тачну локацију (северна страна дрвета, доњи део одсека, ...) и њен број односно број који се налази на призми постављеној на то место.

## Ток оријентиринг трке
Такмичар се у трку уводи кроз неколико контролних простора тзв. боксова у којима се проверава његово стартно време и оверава његов полазак са циља. Раније се то радило перфорирањем контролних картона, а данас се то чини електронским оверавањем такмичарског чипа у станицама. Након старта такмичар по сопственом избору бира најбољу путању ка првој контроли и упућује се ка њој. По доласку до контроле, такмичар на основу поређења броја на њој и њему задатог броја на карти (у описима контрола) и у колико се поклапају оверава контролу и наставља ка следећој. Уколико се бројеви не поклапају такмичар приступа утврђивању своје тачне локације односно локацији задате контроле тј. њеном проналажењу. Током трке такмичари се суочавају са свакаквим препрекама на терену (потоци, реке, мочваре, камени одсеци, бодљикаве ограде, густо шипражје, ...) које морају на овај или онај начин прећи или заобићи да би завршили трку и све то у што краћем времену. Додатну отежавајућу компоненту чине временске прилике тј. неприлике јер се оријентиринг одвија у свим временским условима (киша, снег, сунце, магла, ...). Пошто је циљ да се све контроле обиђу у што краћем року такмичари често праве грешке у кретању услед брзине што доводи до губљења такмичара (немогућност одређивања тачне позиције на карти). Изгубљеност може да буде краткотрајна, али може бити и потпуна изгубљеност када такмичар дуже време не може да утврди своју позицију на карти и почиње да тумара не би ли успео да на основу нечега на терену(асфалтни пут, карактеристична раскрсница, пропланак, усамљени велики камен, ...) утврди своју локацију. Када након савладавања свих препрека, које је пред њега поставила природа и организатор концепцијом стазе, такмичар стигне до циља чека га заслужени одмор и неизоставно коментарисање лоших варијанти или лоше постављених контрола (да и то се дешава) са осталим такмичарима.

## Тип оријентиринг трка
Постоји неколико типова оријентиринг трка у зависности од њихове дужине односно времена које је предвиђено за њихов пролазак.
- Спринт трка - представља најкраћи и најбржи вид оријентиринга у којој је време победника између 10 и 20 минута.
- Кратка трка (кратка дистанца) - у којој је време победника између 30 и 50 минута.
- Класична трка (класична дистанца) - у којој је предвиђено време победника између 80 и 100 минута.
- Парк трка - је тип оријентиринг трка које се одвијају у урбаним срединама, најчешће парковима (отуда и име) због мањка саобраћаја и најчешће је дужине спринт трке.

## Врсте оријентиринг такмичења

### Појединачно
Најраспрострањенији вид оријентиринг такмичења у којој се појединци међусобно боре унутар једне од многих категорија према својим годинама и могућностима.

### Штафетно
Штафетне екипе чине три члана који прелазе три различите стазе. Стазе се не прелазе истим редом. Различите екипе прелазе различите стазе, а победник је онај чији трећи члан први прође кроз циљ.

## Сродна такмичења

### Скор оријентиринг
Скор оријентиринг се од обичног разликује само у чињеници да не постоји обавезан ред којим се обилазе контроле, већ се то препушта такмичару. Победник у скор оријентирингу је или онај који за краће време пронађе све контроле или онај који у предвиђеном року нађе највише контрола у зависности од правила.

### Планинарска оријентација
Планинарска оријентација је сродна оријентирингу, али се одвија на топографским картама размера 1:25 000 или 1:50 000 и траже се много већи објекти попут раскрсница путева, куће, врхови, брда итд. Поред тога она је и екипна, а екипу чине три члана који целу стазу прелазе заједно или се на стази раздвајају и касније се поново састају (сваки члан екипе сам обилази неколико контрола), након чега продужавају даље. На такмичењима у планинарској оријентацији најчешће тачке нису уцртане, већ се од такмичара очекује да на основу задатих координата, пресека азимута или топографских назива утврди места контрола на карти, након чега се приступа тражењу истих.
Посебну врсту планинарске оријентације чине ноћна такмичења, која од такмичара захтевају додатно напоре. Једно од најпосећенијих такмичења овог типа, традиционално се одвија на Авали сваке године око 20. октобра у склопу прославе дана ослобођења Београда 1944. године.

### Ски оријентиринг
Ски оријентиринг се одвија по снегу, а такмичари се по терену крећу на ланг лауф скијама (скијама за нордијско трчање). За ову врсту оријентиринга се користе посебне карте.

### МТБ оријентиринг
У МТБ оријентирингу такмичари се крећу на (или са) бициклима, по стандардним картама за оријентиринг.